# 송동진
송동진(1984년 5월 12일 ~ )은 대한민국의 전 축구 선수로, 현역 시절 포지션은 골키퍼이다.

## 선수 경력
포철동초등학교, 포항제철중학교, 포항제철공업고등학교를 졸업하고, 2003년 포항 스틸러스에 입단하였다.
김병지, 정성룡, 신화용 등과의 경쟁에서 밀리며 많은 경기에 출장하지는 못하였다. 2009년 AFC 챔피언스리그 2009 우승팀의 자격으로 출전한 FIFA 클럽 월드컵 2009의 에스투디안테스 라 플라타와의 4강전에서 주전 골키퍼인 신화용이 퇴장을 당해 다음 경기에 나서지 못하게 되자, 아틀란테 FC와의 3,4위전에 선발 출전하였으며, 마지막 승부차기에서 마르케스의 킥을 선방하는 활약으로 팀을 FIFA 클럽 월드컵 3위로 이끌었다.
2012 시즌을 끝으로 은퇴를 발표하였다.